# St. Johannes Baptista (Ringelheim)

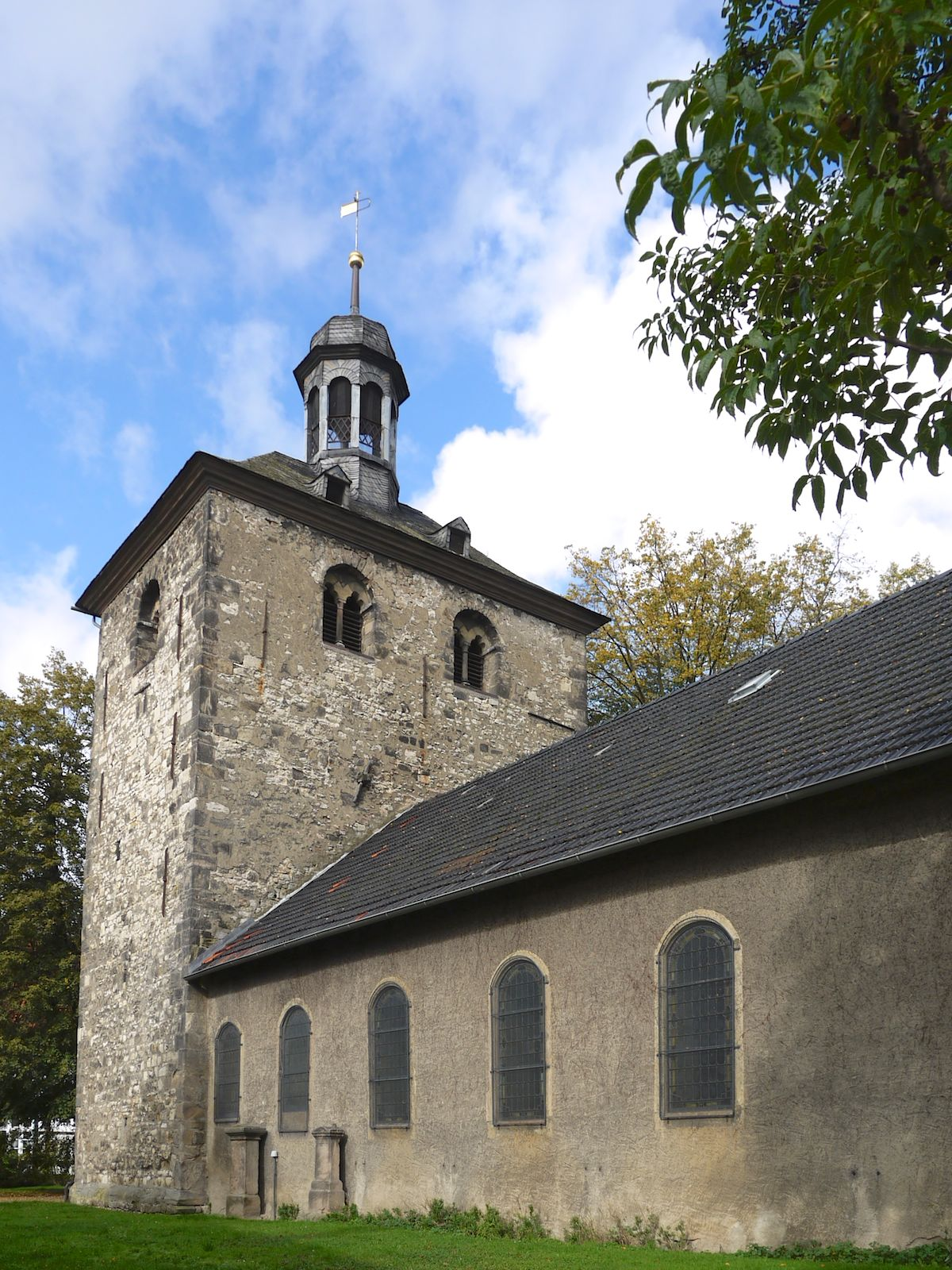
Kirche St. Johannes Baptista

Die Kirche St. Johannes Baptista, in älteren Schriften auch St. Johannis genannt, ist eine evangelisch-lutherische Kirche in Ringelheim, einem Stadtteil im Südwesten von Salzgitter.

## Kirchengebäude
Eine Kirche in Ringelheim wurde 1050 erstmals erwähnt. Der Ort war damals Hauptort des Salzgaus mit Sitz des Gaugerichtes. In dieser Funktion wurde Ringelheim unter den Hildesheimer Bischöfen, zu deren Bereich der Ort gehörte, auch zum Sitz eines Archidiakonats. Die Kirche war an der höchstgelegenen Stelle von Ringelheim errichtet worden, an der bis Anfang des 14. Jahrhunderts auch die Thingstätte des Salzgaus lag.
Die erste Kirche war wahrscheinlich aus Holz gebaut. Bei Bauarbeiten hatte man 1993 Reste von Sandsteinfundamenten gefunden, die diesem Gebäude zugeordnet werden können. Um 1200 wurde der Kirchturm errichtet, der als Wehrturm dem Schutz der Einwohner bei Überfällen diente. Die Mauern des 11,10 m mal 7,30 m großen Turmes haben im unteren Bereich eine Wandstärke von 1,50 m, der Turm ist bis zur Dachansatz etwa 15 m hoch. Die Schallöffnungen in romanischer Form – je zwei an der Ost- und Westseite und je eine an der Nord- und Südseite – sind mit Säulen und Kleeblattbögen verziert. Etwa im 13. Jahrhundert wurde die alte Holzkirche abgebrochen und durch einen größeren Steinbau in Form eines Saalbaus ersetzt. Im 18. Jahrhundert wurde dieser um den Chor nach Osten verlängert. Der Eingang zur Kirche wurde Ende des 18. Jahrhunderts von der südlichen Seitenwand zur Westseite des Turmes verlegt. Der Turm erhielt 1819 ein neues mit Schiefer verkleidetes Dach sowie eine achteckige Laterne mit Kugel und Wetterfahne auf der geschweiften Haube. Sie gleicht der 1694 erbauten Laterne der benachbarten katholischen Kirche St. Abdon und Sennen und befindet sich auch auf gleicher Höhe. Die ursprünglich romanischen Fenster des Kirchenschiffes ließ man 1868 zumauern und brach größere Rundbogenfenster in die Wände. An der Nordwand der Kirche steht eine gut erhaltene Grabplatte, auf der lebensgroß die Figur des 1621 gestorbenen Pastors Andreas Kirchhoff dargestellt ist.

## Ausstattung der Kirche

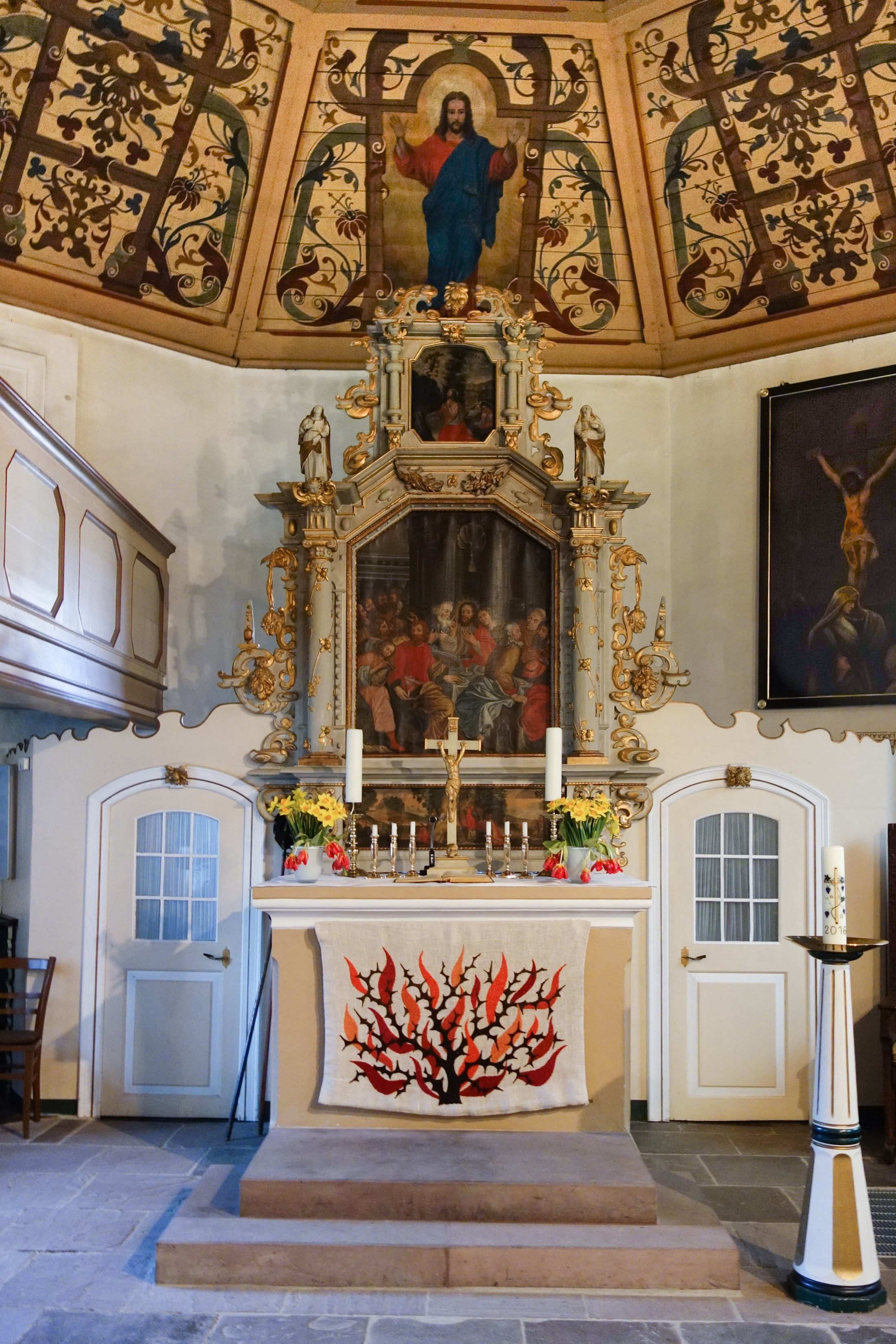
Altar aus dem 17. Jahrhundert
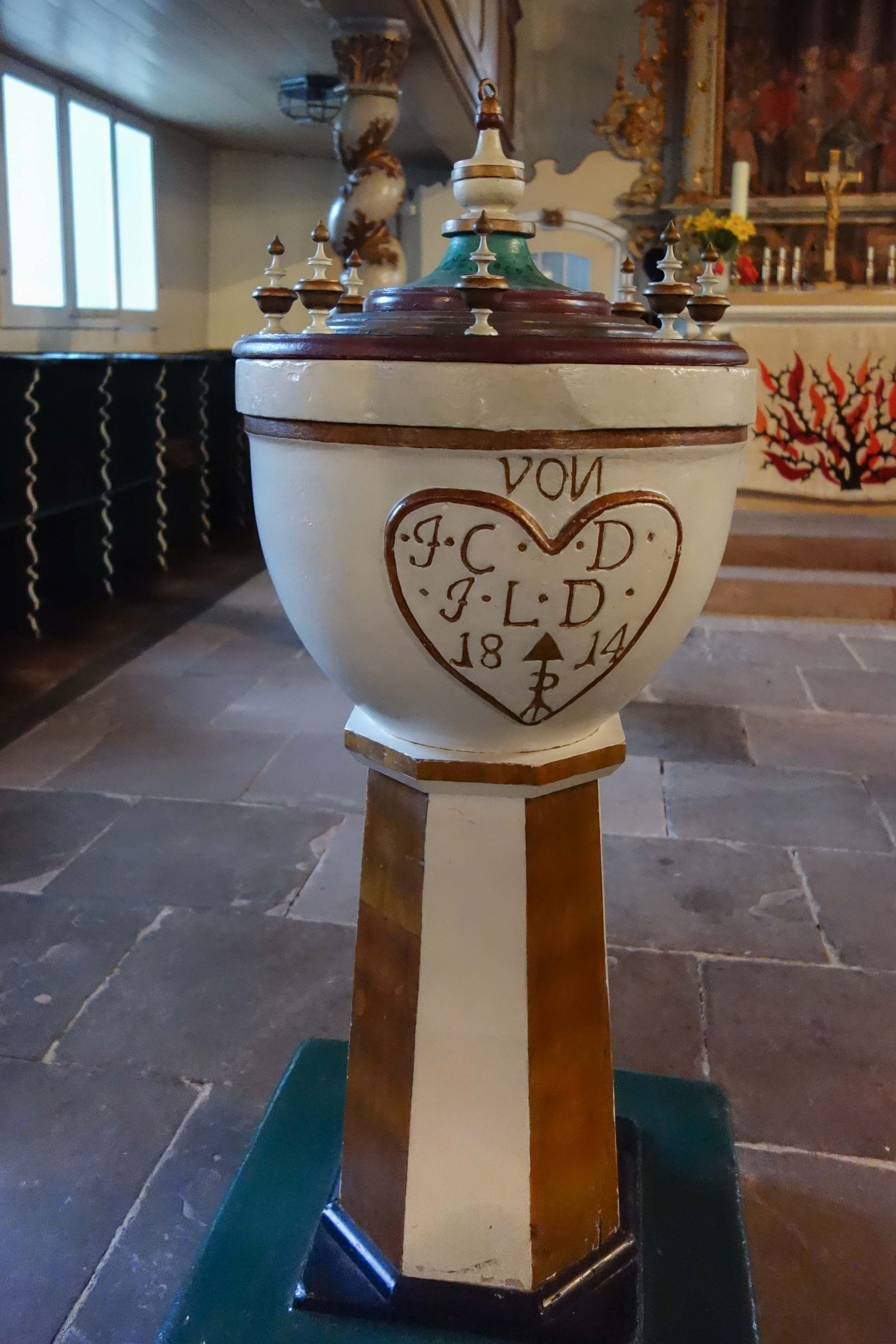
Taufstein von 1814
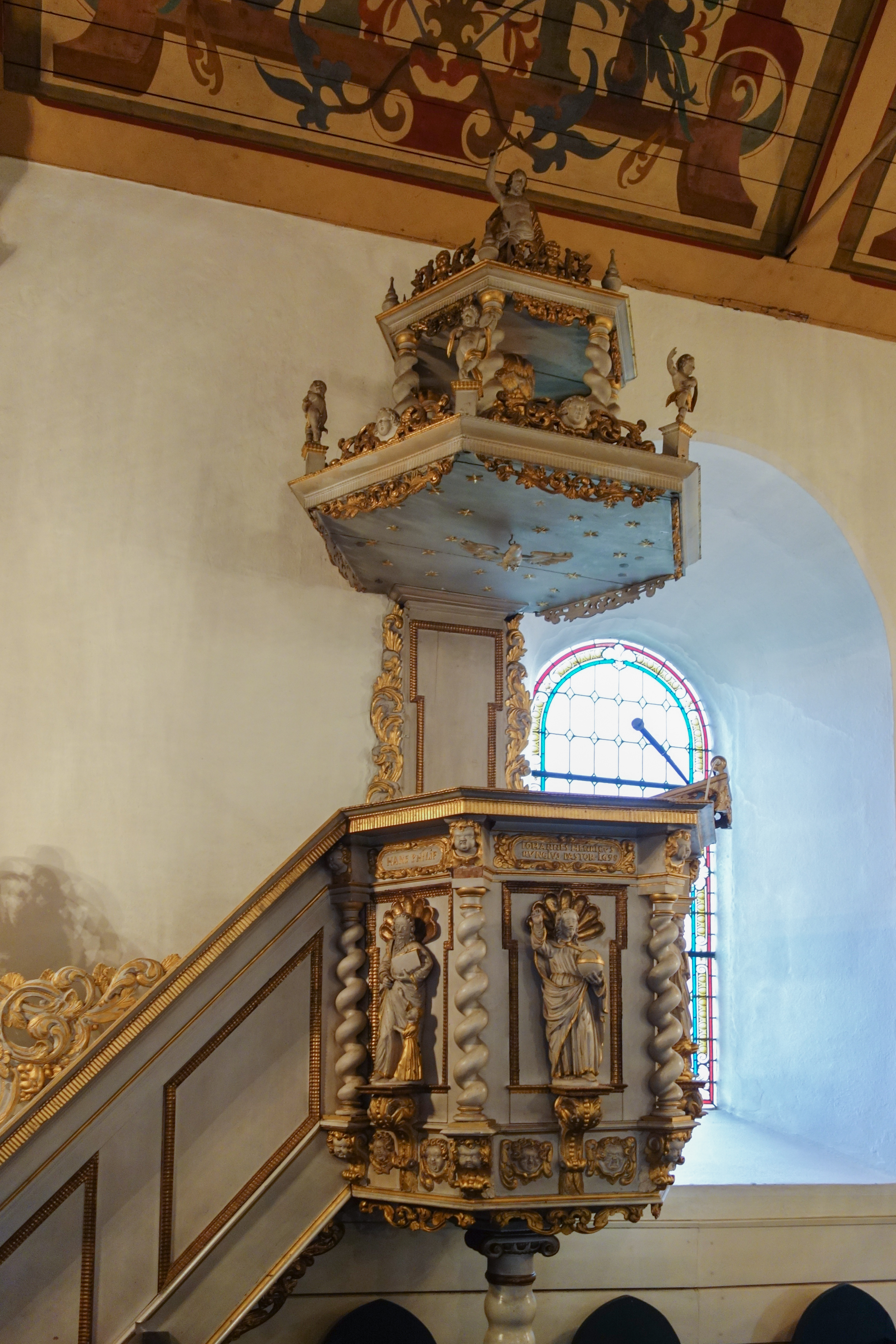
Kanzel von 1698
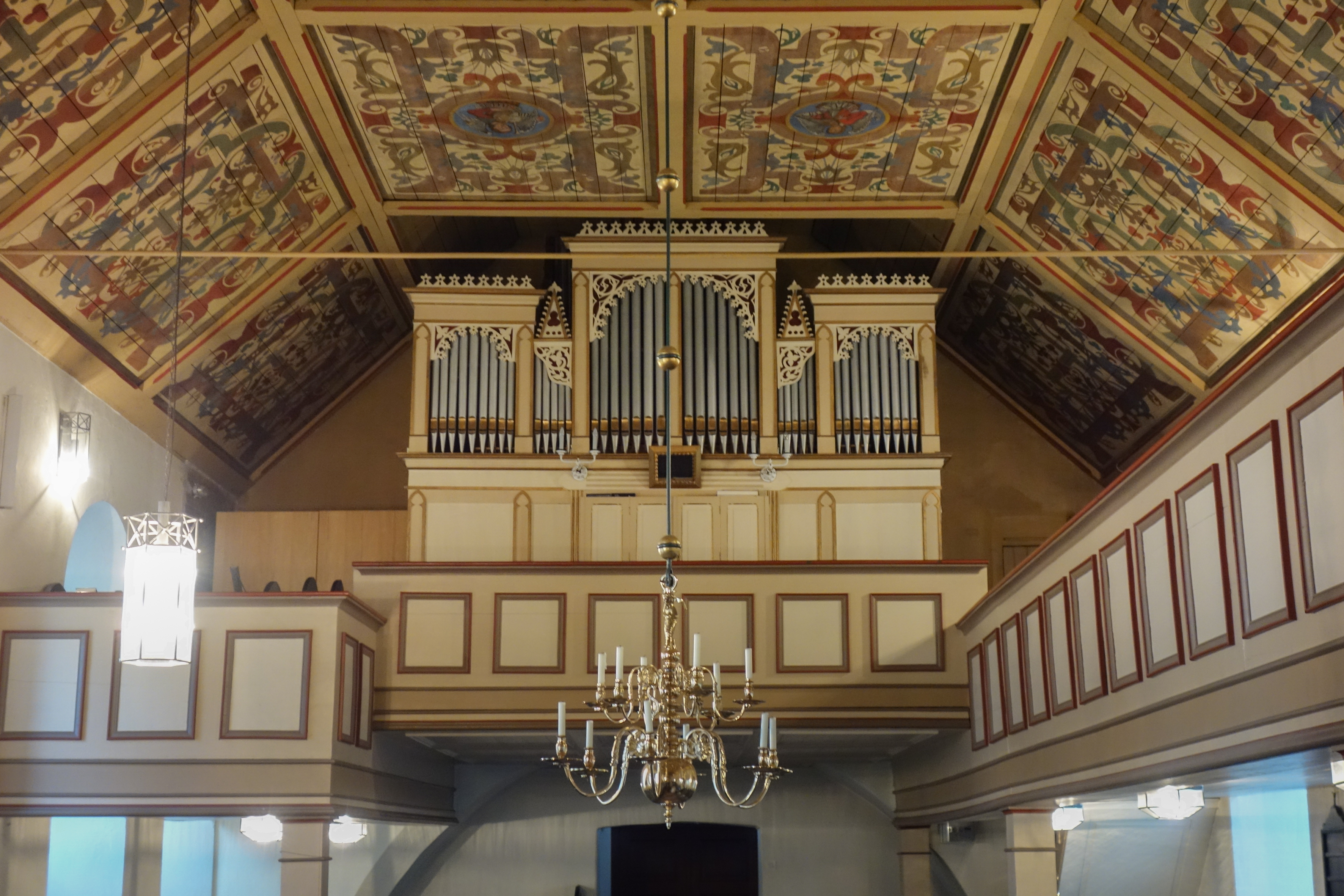
Orgel aus den 1880er Jahren
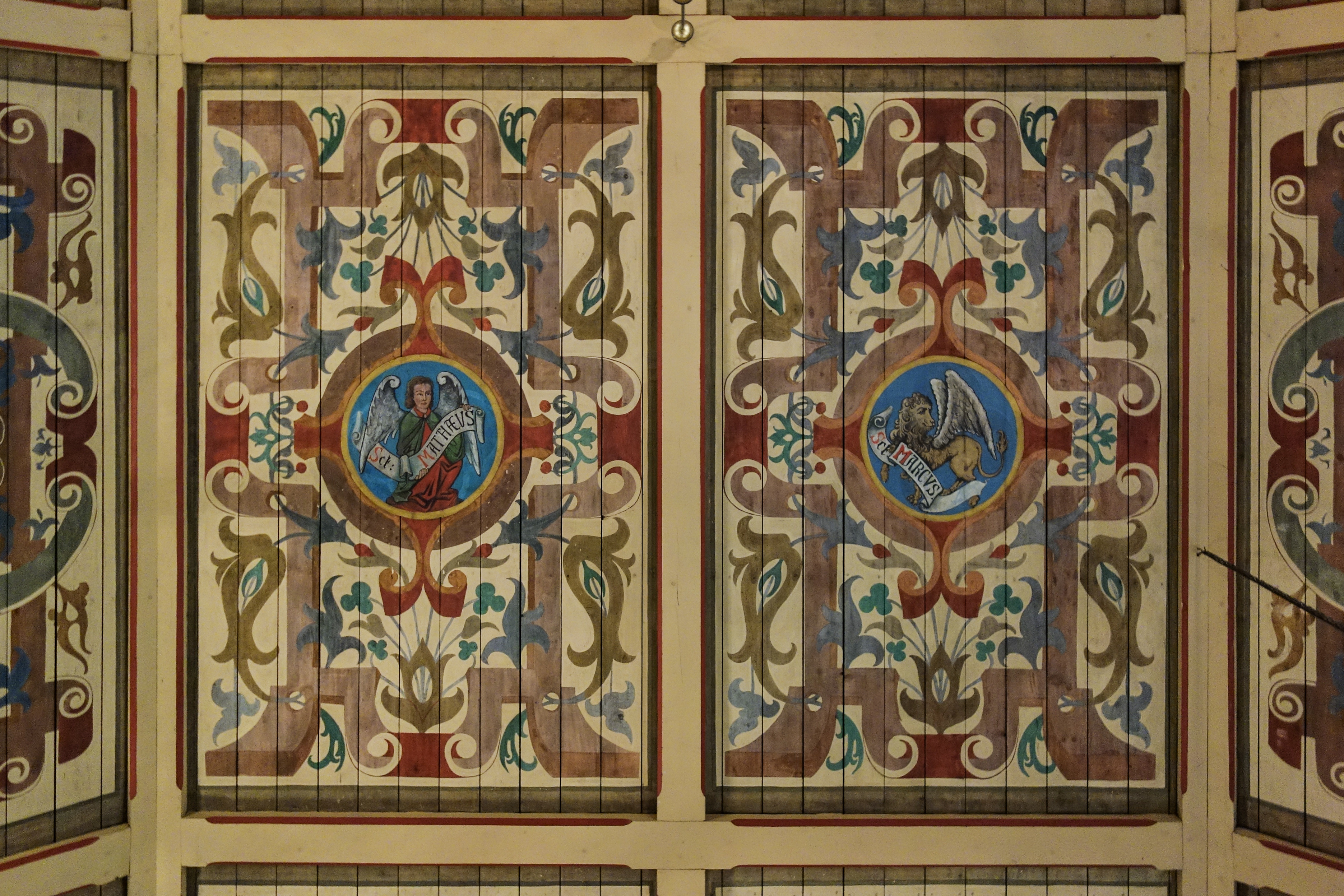
Detail der Deckenbemalung (Evangelisten)
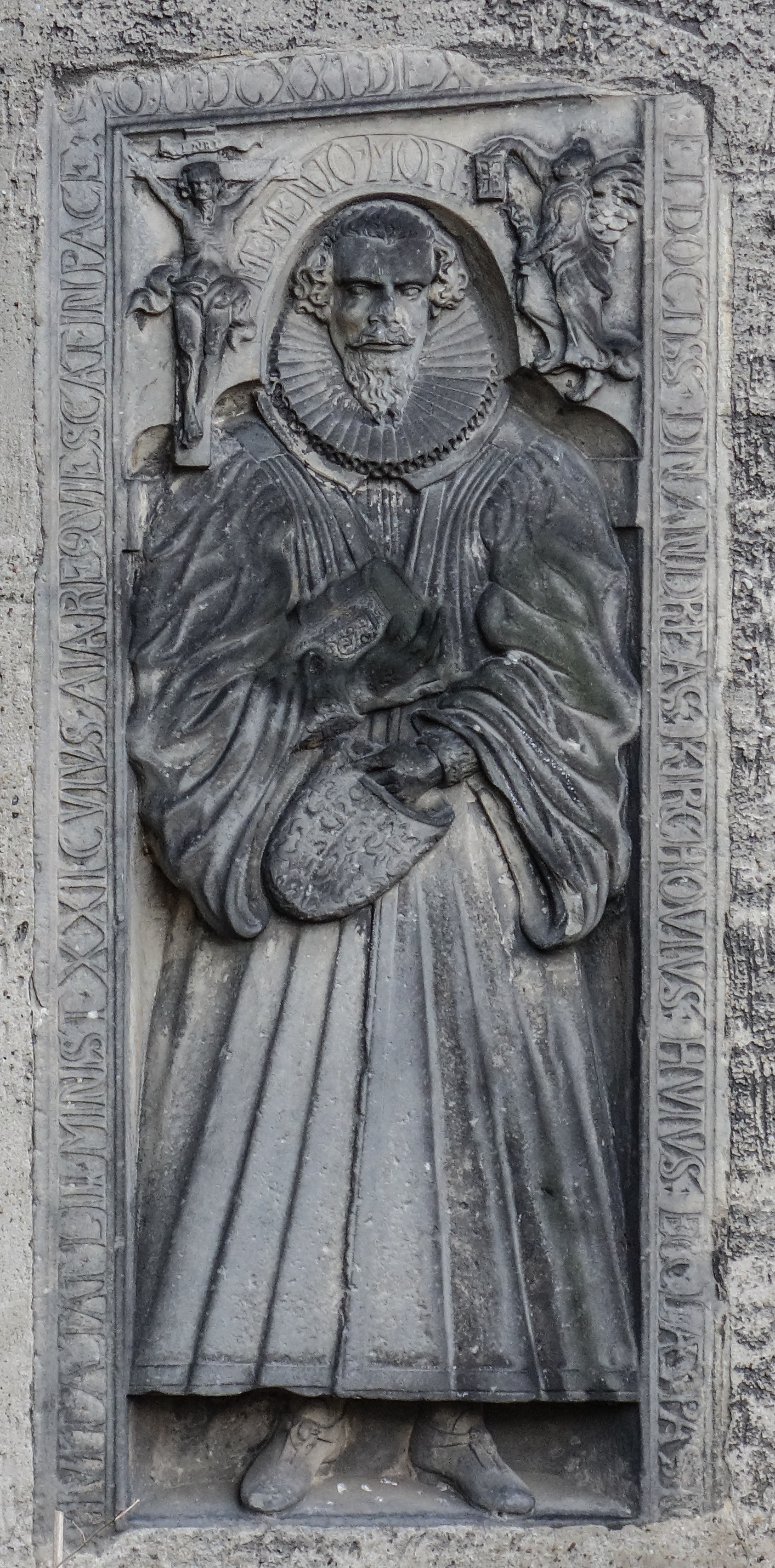
Grabplatte des Pastors Andreas Kirchhoff von 1621

### Innenraum
Das älteste Inventar der Kirche ist der an der Südwand neben dem Altar hängende hölzerne Kruzifixus. Er wurde um 1300 aus Lindenholz geschnitzt und ist etwa 1,1 Meter hoch; ein Arm wurde durch eine Nachbildung ersetzt, später erhielt der Kruzifixus auch ein neues, schlichtes Kreuz.
Die kupferne Taufschale trägt eine Inschrift aus dem Jahre 1487. Die runde Schale hat einen Durchmesser von 39 cm, auf dem Boden trägt sie eine Darstellung des Sündenfalles. Das aus Sandstein gefertigte Taufbecken wurde der Kirche 1814 gestiftet. Das Becken trägt die Initialen des Stifterpaares und das Jahr der Stiftung, umrahmt von einer Herzform.
Die beiden bronzenen Kronleuchter tragen in zwei Reihen je sechs Leuchter. Der ältere Leuchter ist 0,90 m hoch, hat einen Durchmesser von 0,95 m und wurde um 1600 geschaffen. Gekrönt ist er von einem bärtigen Krieger mit Turban, der ein Schwert trägt. Auf dem jüngeren und kleineren Kronleuchter (Höhe 0,65 m, Durchmesser 0,56 m) steht eine Widmung von 1768, er ist von einem Adler mit ausgebreiteten Schwingen gekrönt, auf dem ein mit einem Lendenschurz bekleideter Mann reitet.
An den Seitenwänden hängen drei Ölgemälde. Das größere im Format 1,95 m mal 1,15 m zeigt die Kreuzigung, die beiden kleineren im Format 1,71 m mal 1,10 m stellen die Himmelfahrt Jesu dar. Alle drei Gemälde wurden Mitte des 19. Jahrhunderts vom damaligen Patron Graf Georg von der Decken geschaffen. Georg von der Decken war der Enkel von Friedrich von der Decken, der 1817 die Gebäude und Ländereien des benachbarten ehemaligen Klosters Ringelheim erworben hatte. Mit dem Erwerb war auch das Patronat über die St.-Johannes-Kirche verbunden. Georg von der Decken, der eine Zeitlang als Attaché der hannoverschen Gesandtschaft in Paris tätig war, hatte dort seine malerischen Fähigkeiten ausgebaut. Für das Lutherjahr 1883 (400. Geburtstag Martin Luthers) schuf von der Decken auch die Bemalung der Kirchendecke. Dort wechseln sich ornamentale Darstellungen mit Bildern der Apostel und der Evangelisten ab. Zur Ausmalung der Decke der Kirche wurden Kaseinfarben verwendet, mit denen direkt auf die Holzverkleidung der Decke gezeichnet wurde. Die figürlichen Darstellungen sind Ölgemälde, die auf Leinen gemalt und dann an die Decke geklebt wurden.
Die Empore an der Nordwand war früher im Bereich des Chores abgetrennt. Dieser Teil war dem Patron vorbehalten, hierhin führten ein zusätzlicher Eingang zur Kirche und eine eigene Treppe. Auch heute ist dieser Bereich noch durch die beiden besonders geformten Stützsäulen der Empore zu erkennen, die sich von den anderen vier schlichten Säulen im übrigen Bereich abheben.

### Altar
Den Altartisch aus der zweiten Hälfte des 17. Jahrhunderts bildet eine monolithische Deckplatte, in die eine Vertiefung eingelassen ist, die ursprünglich zur Aufbewahrung einer Reliquie verwendet wurde. Die geschnitzte Altarwand schuf 1698 der Goslarer Bildhauer Jobst Heinrich Lessen. Die drei Ölgemälde der Altarwand entstanden im gleichen Jahr; ihr Maler ist nicht überliefert. Das Ölgemälde der Predella zeigt Moses, wie er Wasser aus dem Fels schlägt. Auf dem großen Ölgemälde hinter dem Altar ist das Abendmahl dargestellt, darüber in einem kleinen Ölbild Jesus in Gethsemane.
Das Holzkreuz des Altars ist von 1813. Als Abendmahlsgeräte sind noch ein silberner, teilvergoldeter Kelch mit einem kleinen Kruzifix von 1656, eine silberne Patene und eine Oblatendose aus Zinn von 1724 erhalten. Weiter sind zwei Weinkannen erhalten, die ältere ist aus Silber und stammt aus dem 18. Jahrhundert, sowie sechs bronzene Handleuchter von etwa 1800.

### Kanzel
Die sechseckige Kanzel von 1698 trägt an vier Seiten Darstellungen von Christus sowie drei der vier Evangelisten: Matthäus, Lukas und Markus. Die Beschriftung in den Zierschilden oberhalb der Figuren nennt das Erstellungsjahr der Kanzel und die Namen des Stifters Hans Philip, des Pfarrers Johannes Henricus Rungius und des Altaristen Henni Stroven. Auf dem ebenfalls sechseckigen zweigeschossigen Schalldeckel steht Johannes der Täufer, dem die Kirche beim Bau geweiht worden war. Als Sinnbild für seine Funktion als „Schutz- oder Bauherr“ der Kirche trägt Johannes Hammer und Zange in seinen Händen.

### Orgel
Der Prospekt der Orgel stammt aus den 1880er Jahren, 1998 wurde die Orgel umfassend erneuert.

### Glocken
Die ersten Glocken wurden 1661 und 1793 gegossen. 1908 wurden sie von Radler in Hildesheim zu zwei neuen Glocken umgegossen. Diese beiden Bronzeglocken mussten im Zweiten Weltkrieg abgegeben werden und wurden 1946 durch zwei Stahlglocken der Glockengießerei J. F. Weule in Bockenem ersetzt.

## Kirchengemeinde
Nach einer Zwischenphase von 1542 bis 1547 wurde die Reformation 1568 im Fürstentum Braunschweig-Wolfenbüttel endgültig eingeführt, als Herzog Julius den Thron übernahm. Dies blieb auch so, nachdem Ringelheim 1643 wieder an das Hochstift Hildesheim zurückgegeben wurde. Heute bildet die evangelische Kirchengemeinde von Ringelheim zusammen mit der Gemeinde von Alt Wallmoden einen Pfarrverband und gehört zur Propstei Goslar.